# Polypovci
Polypovci (Hydrozoa) je třída z kmene žahavci. Je známo asi 3200 druhů. Zástupci žijí v moři, vzácněji i ve sladkých vodách. Patří k ním například sladkovodní nezmaři a mořští trubýši. Z druhů tvořících medúzu se v ČR vyskytuje např. medúzka sladkovodní, která byla nalezena např. i ve Vltavě. Jde o invazní druh, který zatím české přírodě jinak neškodí. Téměř neškodná je medúzka i pro člověka, její žahavé buňky zpravidla kůží neproniknou.

## Charakteristika
Vyskytuje se u nich (podobně jako u ostatních žahavců) rodozměna, tedy střídá se pohlavní generace medúz s nepohlavní generací polypů, ale konkrétně u zástupců této třídy obvykle převládá stádium polypa. Mají jednoduchou trávicí láčku bez vnitřních přepážek. Polypi často žijí koloniálně (a mají propojené trávicí dutiny). Je-li přítomna vnější kostra, pak bývá složena z chitinu nebo vzácněji z uhličitanu vápenatého.
Pohlavní orgány vznikají v ektodermu. Mají primitivní nervovou soustavu – buňky jsou spojeny vlákny a ty tvoří síť. Žijí často v koloniích. Polypovci mají velkou fragmentační a zároveň regenerační schopnost. U některých polypovců vznikají postranním pučením malé ploché medúzky. Medúzy mají na okraji zvonu vytvořenou plachetku (velum).

## Systematika
World Hydrozoa Database člení polypovce na dvě podtřídy a 7 řádů (české názvy podle BioLib):
- Podtřída Trachylinae Haeckel, 1879
  - Řád Actinulidae Swedmark & Teissier, 1959
  - Řád Limnomedusae Kramp, 1938
  - Řád Narcomedusae Haeckel, 1879
  - Řád Trachymedusae Haeckel, 1866 – hydromedúzy
- Podtřída Hydroidolina Marques in Collins, 2000
  - Řád Leptothecata Cornelius, 1992
  - Řád Anthoathecata Cornelius, 1992 – polypi
  - Řád Siphonophorae Eschscholtz, 1829 – trubýši

Dříve byli vyčleňováni jako zvláštní řád této podtřídy nezmaři (Hydroida), v původním vymezení však nejsou přirozenou skupinou a jméno Hydroida je nyní používáno jako synonymum k Hydroidolina.